# Les Crumpets
Les Crumpets est une série d'animation française créée par Virginie Boda et diffusée depuis le 19 décembre 2013 sur Canal+, Canal+ Family ainsi que sur Télétoon+ à partir de 2015.
La série est une sitcom avec une famille d'un nombre irréel. Elle est une adaptation des livres pour enfants Petit Dernier, de Didier Lévy et Frédéric Benaglia, mais est destinée à un public plus large.

## Synopsis
Les Crumpets sont une grande famille composée de 142 enfants. Les parents sont Ma et Pa. Vivent également avec eux la grand-mère paternelle Granny, et le chien T-Bone. Le plus jeune enfant, P'tit Der, rivalise avec tous ses frères et sœurs et son père pour obtenir l'amour de sa mère. Les autres personnages sont la famille McBrisk (mère et fille), et le riche frère de Papa, sa femme et leur fils adoptif.
Plus tard dans les saisons, Grand-Ma n'apparaît plus et les épisodes tournent autour de Rosénoir, Pff, Marylin et Cassandra.
Plus tard en 2021, un épisode spécial de 26 min, Les Crumpets, tu fais genre !, a vu le jour pour la première fois le 8 mars à l'occasion de la journée internationale des droits des femmes.

## Personnages
La famille Crumpets est composée de Pa/Anodin (un jardinier fleur-bleue), Ma (une mécanicienne et mère/épouse aimante), leurs enfants :
- Grangran, un jeune adulte passionné par les animaux, ce qui pose problème dans son couple
- Pff, un ado mou qui est amoureux de Cassandra et a pour meilleur pote Marylin
- Rosénoir ou Rosie, la gothique cyclothymique. Elle est amoureuse de Marylin qui est exactement comme elle. Elle est de caractère grognon.
- Triceps, la dure et musclée
- Tetenlair, la philosophe rêveuse. Elle a une tête amovible
- Bozart, l'artiste. Son prénom est une déformation de Mozart
- Midi et Midi 5, les jumeaux qui sont de vrais sales gosses
- Oulala, un petit garçon maladroit et poltron
- King, qui se prend pour un lion
- P'tit Der, le cadet qui veut se débarrasser de tout le monde pour être seul avec sa maman.

Il y a aussi :
- Grand-Ma/Isadora, la mère d'Anodin, cupide et addicte au jeu
- Karl Slapette, le frère d'Anodin, égoïste et avare
- Greta Slapette, la femme de Karl, elle aussi avare et sans cœur
- Gunther Slapette, est un gamer c'est le fils adoptif de Karl et Greta, et l'enfant non désiré
- Madame Dame, la voisine psychorigide des Crumpets, qui subit plusieurs dépressions et cherche éperdument l'amour
- Cassandra, la fille de Madame Dame et meilleure amie de Rosénoir qui a un faible pour Pff
- Steve, le mari de Grangran
- Isadorée la sœur jumelle de Grand Ma
- Marylin un jeune homme gothique qui aime le groupe Goth-Goth. Il aime la nature l'écologie et les animaux. C’est le meilleur ami de Pff. Il est amoureux de Rosénoir. Ses parents sont des hippies. Son nom de naissance est Archavardan.
- Hervé l'oublié qui est là pour rien, personne ne l'appelle par son nom mais plutôt par : Bidule ou Machin.

## Distribution
- Tom Novembre : Pa
- Emmanuelle Hamet : Ma
- Michèle Garcia : Grand-Ma
- Marie-France Ducloz : Madame Dame
- Kelly Marot : Cassandra / Triceps / Miss Météo
- Rebecca Benhamour : Rosénoir
- Théo Benhamour : P'tit Der
- Siméon Hamet : Oulala / Midi
- Rosalie Hamet : Tetenlair / Midi-Cinq
- Léonard Hamet : Pff
- Olivier Podesta : Gunther / Grangran
- Luq Hamet : Tonton Karl
- Juliette Degenne : Tata Greta
- Antoine Raffin : King
- Léon Plazol : Bozart / Hervé
- Donald Reignoux : Cradley Booper
- Nicolas Vitiello : Steve
- Yoann Sover : Marilyn
- Frédérique Tirmont : Isadorée
- Victor Biavan : P'tit Der (2e voix)
- Wandrille Devisme : P'tit Der (3e voix)
- Charles Germain : Reuh
- Cindy Lemineur : Miley Virus

## Fiche technique
Sauf indication contraire, les informations mentionnées dans cette section peuvent être confirmées par la base de données cinématographiques IMDb,  présente dans la section « Liens externes ».
- Titre original : Les Crumpets
- Création : Virginie Boda
- Réalisation : Raoul Magrangeas
- Scénario : Christophe Joaquin, Alexandre Manneville, Raoul Magrangeas
- Musique : Jacques Davidovic
- Production : Pascal Gayard, Sophie Saget Fanny Le Floch-Vergnon
- Société de production : Canal+ Family, Télétoon+ récréation original, 4.21 Productions
- Société de distribution : Distribution Médiatoon
- Pays d'origine :  France
- Langue originale : Français
- Format : 1080i (HDTV)
- Durée : 13 minutes, 26 minutes (spécial)
- Nombre de saisons : 5
- Nombre d'épisodes : 105
- Date de première diffusion : 
  -  France : 21 décembre 2013
- Genre : Comédie, animation
- Classification : tous publics

## Liste des épisodes

### Première saison (2013)
1. Cherchez Pa
2. Mi-cadeau
3. Crum-step
4. La mort m'a tuer
5. Croco-Deal
6. Gunther in love
7. Crise de foi
8. Sauvez Mamie
9. Maison en jeu
10. Beauté fatale
11. Esprits frappés
12. Ados à dos
13. Gunther Geiger
14. Tête de l'art
15. Le Petit Avant Der
16. Calamoustique
17. Hospice & Love
18. Aquabon
19. No Pfffuture
20. Ma famille est trop loose
21. Grand Mic Ma
22. Cui-cui la praline
23. Secrets de famille
24. Murder partout
25. Mi Trip Mytho
26. Nuit époilée

### Deuxième saison (2013-2014)
1. Mamie accro
2. Super pff
3. Testamenteuse
4. La fabrique de vie pourrie
5. King Ghislain
6. Zoofolie
7. Zizanystérique
8. Un peu typhon dâme
9. Enterré à terre
10. Les patins de l'amour
11. Faux pa rêve
12. Charity Crumpness
13. Prophétie fais ça
14. Mauvaise conduite
15. Préhisto Crumpets
16. Le retour de Pong
17. Ça splitte chez les slapete
18. Debout l'endive
19. Le mâle d'amour
20. Dans la tête de P'tit Der
21. P'tit Der ou la vie sauvage
22. Gretattitude
23. Météo le cœur
24. Supernawak
25. Vacances à la mère
26. L'amour en sécurité

### Troisième saison (2017)
1. L'ADN à Pa
2. The Clip
3. Meilleure copine
4. Insectator
5. Radeau d'ados
6. Bulles de palme
7. Auto-graff
8. Troc de trucs
9. Le commère-âge
10. Baby sister
11. On se correspond
12. Nez à nez
13. Rat de marée
14. Crumperchés
15. Quasi Cassie
16. Les survivants
17. La photo de la honte
18. Cinématurité
19. Nom de code
20. One Man chien
21. Amenez-zique !
22. Marilyn Blues
23. Dans tes dents
24. Astres-trop-logiques !
25. Combien on t'aime pas trop
26. Va te catcher vilain !

### Quatrième saison (2018)
1. L'impffossible choix
2. Love à faire
3. La capuche mortelle
4. Odeurs corp
5. Enfermés en forêt
6. Cacher la voiiix
7. Game lover
8. Quotient H
9. 50 nuances de Cassie
10. Rip la guitare
11. Pudeur et tremblements
12. L'amour ça sert à rien
13. Nu comme Hervé
14. Gentil choléra
15. Reuh
16. Un vers de trop
17. Menteur ou guignol
18. Meilleure meilleure amie
19. Solos à 4
20. Force et honneur
21. Music-hall thérapie
22. Tout se vaut, rien ne vaut rien
23. Les frères platrard
24. Rendez-vous dans 15 ans
25. Joyeux Noël...
26. ... et bonne année !

## Jeu vidéo
Les Crumpets, le jeu, développé et édité par la société Bulkypix, est sorti en 2014 sur iOS et Android.